# Миронова, Татьяна Леонидовна
Татья́на Леони́довна Миро́нова (род. 22 сентября 1961, Москва) — российский филолог и писатель. Доктор филологических наук, член-корреспондент Международной Славянской академии наук, член Союза писателей России.

## Биография
Окончила филологический факультет МГУ.
Более 15 лет преподавала церковнославянский язык в Свято-Тихоновском институте.
Татьяна Миронова — автор учебника по старославянскому языку. Учебник несколько раз переиздавался.
В 2005 году Миронова была руководителем избирательного штаба полковника ГРУ Владимира Васильевича Квачкова.

## Семья
- Муж — Борис Сергеевич Миронов
- Сын — Иван Борисович Миронов

## Публицистическая деятельность
В книге «Из-под лжи» Миронова пытается доказать, что в 1917 году российский император Николай II не отрекался от престола. Большу́ю часть книги также занимает разнообразная апологетика Григория Распутина. В книгу включена глава «Самое настоящее ритуальное убийство», подвергнутая критике в 2003 году, когда вышла в виде статьи в журнале «Родина». В статье в «Русском журнале» содержание этой книги Мироновой характеризуется как изложение теории «жидомасонского заговора».

### Основные труды
- Функционирование личных форм глагола в книжно-литературном языке древней Руси XII—XIII вв. (категории наклонения и времени): автореф. дис. канд. филол. наук: 10.02.01 / Т. Л. Миронова. — М., 1989. — 23 с.
- Эволюция графико-орфографических систем старославянских и древнерусских рукописных книг X—XI вв.: автореф. дис. д-ра филол. наук: 10.02.01 / Т. Л. Миронова. — М., 1999.
- Графика и орфография рукописных книг Киевского скриптория Ярослава Мудрого. — М., 1996. — 78 с.
- Проблемы эволюции графико-орфографических систем древнеславянского книжного наследия. — М.: Скрипторий, 1999. — 150 с.[7]

### Книги и учебники
- Необычайное путешествие в Древнюю Русь. Грамматика древнерусского языка для детей.
  1. Изд.: Молодая гвардия: Роман-газета, 1994. — 50000 экз. — ISBN 5-235-01898-2.
  2. Изд.: Роман-газета, 1994. — 25000 экз. — ISBN 5-7344-0033-5.
  3. Изд.: Издательский Дом Мещерякова, 2011. — 3000 экз. — ISBN 978-5-91045-279-8.
- Хронология старославянских и древнерусских рукописных книг X—XI вв. — М.: Русская книга, 2001. — 416 c. — ISBN 5-268-00440-9-X.
- Из-под лжи. Государь Николай II. Григорий Распутин. — М.: ИПК «Вести», 2005. — 3000 экз. — ISBN 5-86153-150-1.
- Язык живой и мёртвый (аудиокнига MP3). — М.: Техинвест-3, Благословение, 2005.
- План Путина-Медведева и национальная безопасность. — М.: Алгоритм, 2008. — 5000 экз. — ISBN 978-5-9265-0585-3.
- Кто управляет Россией? — М.: Эксмо, Алгоритм, 2009. — 400 с. — 13000 экз. — ISBN 978-5-699-36511-1.
- Церковнославянский язык. — М.: Издательство Московской Патриархии, 2010. — 10000 экз. — ISBN 978-5-88017-161-3.
- Русская душа и нерусская власть. — М.: Алгоритм, 2012. — 448 с. — 3000 экз. — ISBN 978-5-4438-0076-9.
- Броня генетической памяти. — М.: Алгоритм, 2014. — ISBN 978-5-4438-0724-9.